# Чивицкое
Чивицкое (также Чивецкое) — озеро в Вологодской области России. Располагается в юго-восточной части Харовского района, в 19 км к юго-востоку от Харовска. Относится к бассейну Кубенского озера. 
Площадь зеркала — 2 км². Площадь водосборного бассейн озера составляет 41,4 км². Высота над уровнем моря — 173,2 м. Длина озера — 2,2 км, в центральной части ширина достигает 1,3 км.
Форма озера овальная, береговая линия слабо изрезана. Острова отсутствуют. Берега низкие, сильно заболоченные, с подступающими участками лесного массива. Река Вылазьма впадает на западе, на северо-востоке вытекает Чивица. Населённые пункты на берегу отсутствуют. К востоку и северо-востоку лежит болото Подмоховое, к западу — болото Чивицкое.
Код объекта в государственном водном реестре — 03020100111103000003525.